# Trox sordidus
Trox sordidus là một loài bọ cánh cứng trong họ Trogidae.

## Hình ảnh

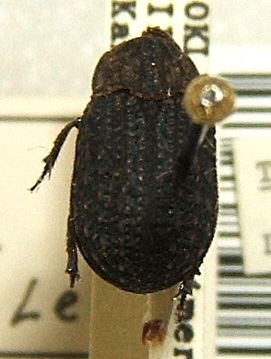